# ニューヨーク市の区庁舎の一覧
ニューヨーク市政府の組織が置かれている区庁舎 (Borough Hall) および自治体ビル (municipal building) の一覧：
- ニューヨーク市庁舎 (New York City Hall)
- マンハッタン市営ビル (Manhattan Municipal Building)
- ブロンクス郡庁舎 (Bronx County Courthouse)
- ブルックリン区庁舎 (Brooklyn Borough Hall)
- クイーンズ区庁舎 (Queens Borough Hall)
- スタテンアイランド区庁舎 (Staten Island Borough Hall)

## 以前の区庁舎
- ブロンクス区庁舎 (Bronx Borough Hall)